# S-Bahn Steiermark
S-Bahn Steiermark – sieć szybkiej kolei miejskiej S-Bahn obsługująca kraj związkowy Styria. Sieć została uruchomiona 9 grudnia 2007.
Rozbudowa system S-Bahn zakończyć powinna się w 2016. W przyszłości oferta S-Bahn ma polegać na lepszych połączeniach w 15 i 30 minutowych odstępach w klimatyzowanych niskopodłogowych pociągach.